# The Great War
«The Great War» (укр. Велика війна) — чотирнадцятий трек у версії «3AM edition» десятого студійного альбому Тейлор Свіфт, Midnights, випущеного 21 жовтня 2022 року через лейбл Republic Records.

## Аналіз
У пісні прослідковується метафора збуджених стосунків. У ній розповідається історія двох людей, які беруть участь у жорстокій битві, борючись і завдаючи шкоди один одному в процесі, поки врешті-решт вони не оголосять про перемир'я, розуміючи, що їхнє спільне цінніше ніж їхні розбіжності. Лірика описує боротьбу героїв, фізичне та психологічне виснаження, а також «добросовісні договори» та «мак» наприкінці, що означає новознайдену надію та мир. Зрештою, пісня повідомляє, що, попри розбіжності, дві людини все ще можуть знайти шлях до миру, розуміння та любові.

## Виконання наживо
14 квітня 2023 року під час туру «The Eras Tour», у місті Тампа, штат Флорида, Свіфт вперше виконала цю композицію наживо, разом з Аароном Десснером, який був спеціальним гостем.